# Аргайл (аэропорт)
 Аргайл  — аэропорт, расположенный рядом с водохранилищем Аргайл в Западной Австралии. Аэропорт находится на высоте 159 метров над уровнем моря.